# Olympische Sommerspiele 2000/Teilnehmer (Singapur)
| Gelbes Symbol für Goldmedaillen mit stilisierten Olympischen Ringen | Graues Symbol für Silbermedaillen mit stilisierten Olympischen Ringen | Braundes Symbol für Bronzemedaillen mit stilisierten Olympischen Ringen |
| ------------------------------------------------------------------- | --------------------------------------------------------------------- | ----------------------------------------------------------------------- |
| —                                                                   | —                                                                     | —                                                                       |

Singapur nahm an den Olympischen Sommerspielen 2000 in Sydney mit einer Delegation von 14 Athleten (acht Männer und sechs Frauen) an 20 Wettkämpfen in vier Sportarten teil. Es konnten dabei keine Medaillen gewonnen werden. Fahnenträgerin bei der Eröffnungsfeier war die Schwimmerin Joscelin Yeo.

## Teilnehmer nach Sportarten

### Schießen
Frauen
- Shirley Ng
Luftpistole: 44. Platz

### Schwimmen
| Männer - Mark Chay 100 Meter Freistil: 47. Platz 200 Meter Freistil: 23. Platz - Leslie Kwok 50 Meter Freistil: 49. Platz - Daniel Liew 100 Meter Brust: 57. Platz - Sng Ju Wei 400 Meter Freistil: 37. Platz - Gary Tan 100 Meter Rücken: 45. Platz 200 Meter Rücken: 37. Platz | Frauen - Christel Bouvron 400 Meter Freistil: 36. Platz 200 Meter Schmetterling: 32. Platz - Nicolette Teo 200 Meter Brust: 30. Platz - Joscelin Yeo 50 Meter Freistil: 37. Platz 100 Meter Freistil: 22. Platz 100 Meter Brust: 28. Platz 100 Meter Schmetterling: 26. Platz 200 Meter Lagen: 23. Platz |

### Segeln
Männer
- Koh Seng Leong & Tan Wearn Haw
470er: 28. Platz

- Stanley Tan
Laser: 38. Platz

### Tischtennis
Frauen
- Jing Jun Hong
Einzel: 4. Platz
Doppel: 1. Runde

- Li Jia Wei
Einzel: 2. Runde
Doppel: 1. Runde